# آدام موشیاو
آدام موشیاو (لهستانی: Adam Musiał؛ زادهٔ ۱۸ دسامبر ۱۹۴۸) بازیکن و مربی فوتبال اهل لهستان بود.
از باشگاه‌هایی که در آن بازی کرده‌است می‌توان به باشگاه فوتبال ویسوا کراکوف و باشگاه فوتبال هرفورد یونایتد اشاره کرد.
وی به‌همراه تیم ملی فوتبال لهستان به مقام سوم جام جهانی فوتبال ۱۹۷۴ دست پیدا کرده‌است